# Williams Clements
Williams Clements (?, 1919. október 27. – ?, 1998) angol nemzetközi labdarúgó-játékvezető. Teljes neve Williams Bill Clements.

## Pályafutása

### Nemzeti játékvezetés
1954-ben lett az I. Liga játékvezetője. A nemzeti játékvezetéstől 1966-ban vonult vissza.

#### Nemzeti kupamérkőzések
Vezetett kupadöntők száma: 1.

##### FA-kupa
| Időpont        | Helyszín                | Mérkőzés típusa | Mérkőzés                     | Eredmény | Nézők száma |
| -------------- | ----------------------- | --------------- | ---------------------------- | -------- | ----------- |
| 1965. május 1. | Wembley Stadion, London | döntő           | Liverpool FC–Leeds United FC | 2 – 1    | 100 000     |

### Nemzetközi játékvezetés
Az Angol labdarúgó-szövetség Játékvezető Bizottsága (JB) terjesztette fel nemzetközi játékvezetőnek, a Nemzetközi Labdarúgó-szövetség (FIFA) 1963-tól tartotta nyilván bírói keretében. Több nemzetek közötti válogatott és klubmérkőzést vezetett, vagy működő társának partbíróként segített. Az angol nemzetközi játékvezetők rangsorában, a világbajnokság-Európa-bajnokság sorrendjében többedmagával a 40. helyet foglalja el 1 találkozó szolgálatával. Az aktív nemzetközi játékvezetéstől 1966-ban búcsúzott. Válogatott mérkőzéseinek száma: 4.

#### Labdarúgó-világbajnokság
Anglia volt a VIII., az 1966-os labdarúgó-világbajnokság döntő mérkőzéseinek házigazdája, ahol a FIFA JB kifejezetten partbírói feladatok ellátására foglalkoztatta. Kettő csoportmérkőzésen tevékenykedett partbíróként. Partbírói mérkőzéseinek száma világbajnokságon:  2.

##### 1966-os labdarúgó-világbajnokság

###### Selejtező mérkőzés
| Időpont          | Helyszín                      | Mérkőzés típusa           | Mérkőzés                 | Eredmény | Nézők száma |
| ---------------- | ----------------------------- | ------------------------- | ------------------------ | -------- | ----------- |
| 1965. április 7. | Feijenoord Stadion, Rotterdam | előselejtező (5. csoport) | Hollandia–Észak-Írország | 0 – 0    | 61 954      |

###### Világbajnoki mérkőzés
| Időpont          | Helyszín                         | Mérkőzés típusa              | Mérkőzés                | Játékvezető   | Eredmény | Nézők száma |
| ---------------- | -------------------------------- | ---------------------------- | ----------------------- | ------------- | -------- | ----------- |
| 1966. július 13. | Old Trafford Stadion, Manchester | csoportmérkőzés (C. csoport) | Portugália–Magyarország | Leo Callaghan | 3 : 1    | 37 000      |
| 1966. július 20. | Roker Park Stadion, Sunderland   | csoportmérkőzés (D. csoport) | Chile–Szovjetunió       | John Adair    | 1 : 2    | 22 000      |

#### Brit Bajnokság
1882-ben az Egyesült Királyság brit tagállamainak négy szövetség úgy döntött, hogy létrehoznak egy évente megrendezésre kerülő bajnokságot egymás között. Az utolsó bajnoki idényt 1983-ban tartották.
| Időpont            | Helyszín                      | Mérkőzés típusa | Mérkőzés     | Eredmény | Nézők száma |
| ------------------ | ----------------------------- | --------------- | ------------ | -------- | ----------- |
| 1963. november 20. | Hampden Park Stadion, Glasgow | csoportmérkőzés | Skócia–Wales | 2 – 1    | 56 067      |